# 湿生碎米荠
湿生碎米荠（学名：Cardamine hygrophila）为十字花科碎米荠属下的一个种，为中国的特有植物。分布于中国大陆的广西、四川等地，生长于海拔1,650米的地区，多生于山沟和溪边潮湿地。

## 扩展阅读
- 維基物種上的相關：湿生碎米荠